# エーリヒ・マリア・レマルク
エーリヒ・マリア・レマルク（Erich Maria Remarque, 1898年6月22日 - 1970年9月25日）は、ドイツの小説家。『西部戦線異状なし』を始めとして、二つの世界大戦と全体主義に翻弄される民衆を一貫して描いた。本名はエーリヒ・パウル・レマルク（Erich Paul Remark）で、家名の「Remark」をフランス語風の綴りにした「Remarque」に、「Paul」の部分を「Maria」に置き換えてペンネームとしていた。

## 生涯

### 生い立ちと従軍
1898年6月22日、ドイツ帝国の構成国であったプロイセン王国ハノーファー地方にあるオスナブリュックに、エーリヒ・パウル・レマルク（Erich Paul Remark）として生まれた。友人のハンス＝ゲルト・ラーベによると、曽祖父のヨハン・アダム・レマルクが、1789年にアーヘンでフランス人の家に生まれたことが判明している。
レマルク家はカトリックを信仰していた。父ペーター・フランツ・レマルク（Peter Franz Remark）は製本を仕事としており、典型的な労働者階級であった。経済的に豊かではなかったものの学業に秀でており、ギムナジウムに進学して勉学に取り組み、また16歳の時から詩作や文芸なども趣味にしていた。在学中に第一次世界大戦が勃発、それから約3年が経過して18歳になった際に学校の教師に説得され、級友達と共にドイツ帝国軍に志願した。
1917年6月12日、戦争末期の西部戦線に配属されてフランス北部のノール県に送られると、第2予備近衛師団に入営した。6月26日、ベルギーのフランデレン地域に展開する第15予備役歩兵連隊第2中隊に配属され、工兵小隊の一員として塹壕戦を経験した。7月31日、榴弾の破片によって左足、右腕、首に重傷を負い、本国に送還された。
1917年8月、パッシェンデールの戦いが起きる中でデュースブルク軍病院で長期間の治療を命じられ、回復を待っていたが1918年11月13日に起きたドイツ革命により戦争は終結した。

### 作家として
ドイツ帝国が崩壊するという混乱した状況下の故郷に戻るとギムナジウムを卒業し、1919年8月1日に教員資格を取得してヴィートマールシェンの小学校に赴任した。1920年11月20日、教師を退職して図書館司書、編集者、ジャーナリストなどを経て、作家として活動するようになる。初期の仕事として、自動車部品会社のコンチネンタル社からテクニカルライターとしての依頼を受けている。
1929年、第一次世界大戦に従軍する兵士達の姿を描いた戦争小説『西部戦線異状なし』を発表、大ベストセラーとなって31歳にして人気作家の仲間入りを果たした。この作品の主人公パウルは自身を投影した人物と考えられている。各国語にも翻訳され、早くも翌年にはハリウッドで映画化されてアカデミー賞を受賞している。1931年、敗戦後の社会不安の中を生きる復員兵達を描いた『還り行く道』を発表する。しかしこの頃になるとナチスの台頭が始まり、右傾化するドイツで反戦的との批判を受けた事から身の危険を感じて1932年にスイスへ亡命した。
1933年、同じ退役軍人であったアドルフ・ヒトラーが政権を握ってからは予想通りに自身への批判が展開され、「レマルクはフランス系ユダヤ人の末裔だ」「レマルクというのは偽名で、本当の名前はクラマー（独: Kramer）だ」（レマルクの本名を逆に綴ったもの）といった虚偽内容に基づくプロパガンダが広まり、妹エルフリーデは人民法廷に送られ（1943年に処刑）、書籍は焚書処分を受けた。1938年、ドイツ国籍を剥奪され、翌年にアメリカ合衆国へ亡命した。第二次世界大戦後の1947年にアメリカ国籍を取得している。妹の死を1946年に知ったレマルクは、強制収容所の囚人たちを題材にした『生命の火花』を彼女に捧げた。戦後はスイスとアメリカを往復する日々を送った。

共演したリチャード・カッツ(中央)、ポーレット・ゴダード(右)と（1950年代、ポルト・ロンコで）

ナチス政権下で迫害される人々を描く『汝の隣人を愛せ』の姉妹篇で第二次世界大戦前夜のパリを舞台にした『凱旋門』が発表されると、登場人物の飲むカルヴァドスが世界的に流行となるなど、二度の世界大戦を描いた作家としてその存在は不動となった。映画版『愛する時と死する時』（1958年）では、ゲシュタポに追われる教師ポールマン役で友情出演している。ドイツでの再評価も行われ、1967年に西ドイツ政府からドイツ連邦共和国功労勲章大十字章を授与されている。ただし、生涯ドイツ国籍は回復されなかった。

### 結婚と私生活、晩年
ダンサーのジュッタ・イルゼ・ザンボナ(Jutta Ilse Zambona)と1925年に結婚（1930年まで）、1938年に彼女と２度目の結婚（1957年まで）をした。この2回目の結婚でジュッタはスイスへの移住、及びアメリカへの亡命が可能となった。アメリカの社交界では華やかな女性関係で知られ、マレーネ・ディートリヒ、グレタ・ガルボなどとも浮名を流した。ナタリー・パレとの関係は、レマルクの没後出版された小説「楽園のかげり」や「約束の地」で語られている。1958年にチャールズ・チャップリンの元妻で女優のポーレット・ゴダードと結婚した。
スイスのティチーノ州の養子の家でポーレット・ゴダードとともに暮らし、1970年9月25日、スイスのロカルノ滞在中に動脈硬化症に起因する大動脈瘤で死去した。ロカルノ近郊のRonco sopra AsconaのCimitero di Ronco sopra Asconaに埋葬され、1990年に亡くなった妻のポーレット・ゴダードも隣に埋葬された。

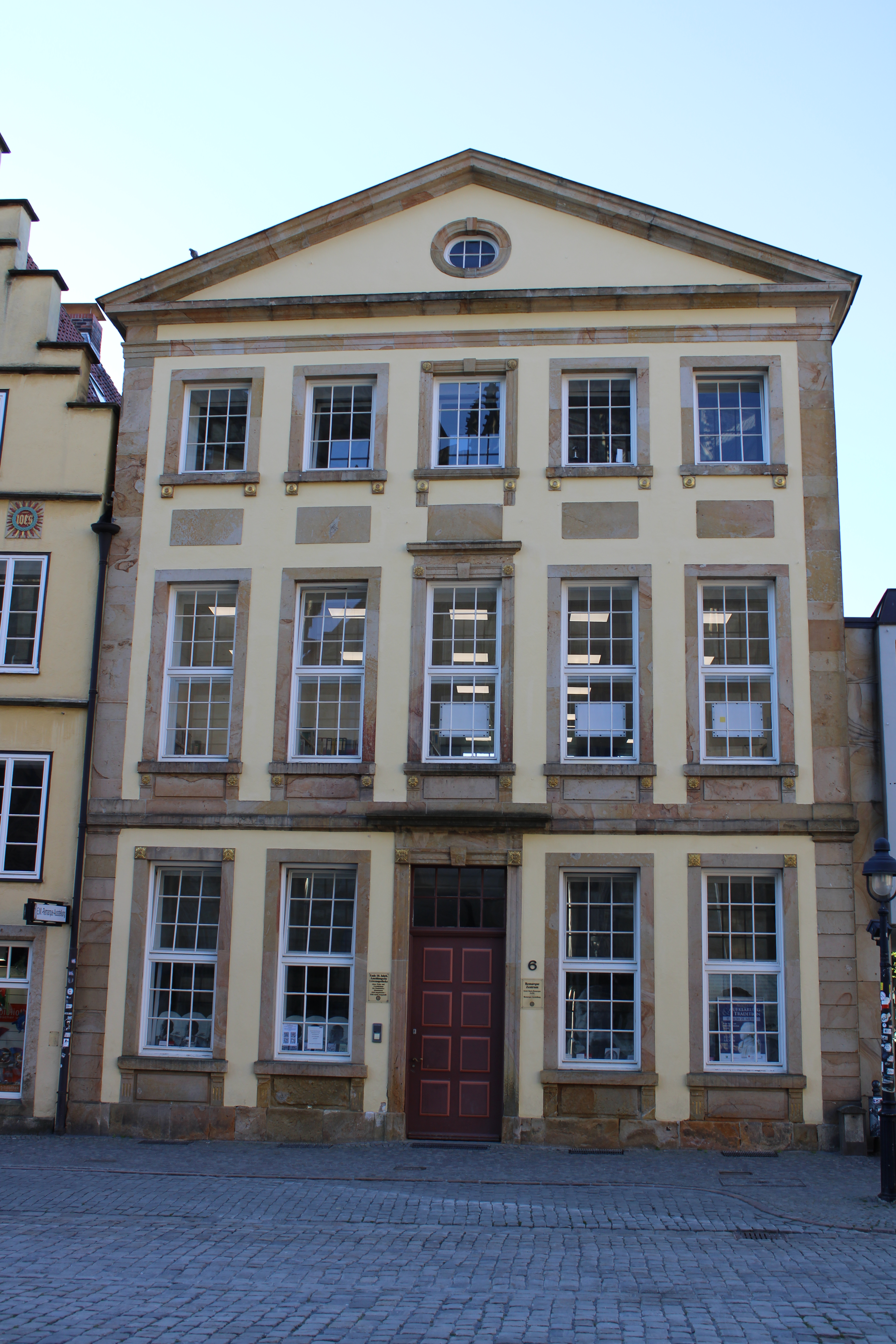
エーリヒ・マリア・レマルク平和センター

## 記念
1991年、故郷オスナブリュック市で「レマルク平和賞」が設立された。
また1996年にオスナブリュックにエーリッヒ・マリア・レマルク平和センターが設立され、市とオスナブリュック大学が共同で運営している。博物館には、レマルクの生涯と作品についての「独立 - 寛容 - ユーモア」という名前の常設展がある。2020年9月25日には、没後50年を記念して特別展を行なった。

## 作品
- 『西部戦線異状なし』Im Westen nichts Neues 1929年
秦豊吉訳、中央公論社 1929年、新潮文庫 1955年 新版2007年
1930年にルイス・マイルストン監督で映画化（『西部戦線異状なし (1930年の映画)』参照）
1979年に、デルバート・マン監督により再映像化（『西部戦線異状なし (テレビ映画)』参照）
2022年に、エドワード・ベルガー監督により再映像化（『西部戦線異状なし (2022年の映画)』参照）
- 『その後に来るもの』黒田礼二訳 朝日新聞社 1931年
- 『還り行く道』Der Weg zurück 1931年
岩淵達治訳　三笠書房「世界文学全集」1955年
- 『3人の戦友』Drei Kameraden 1937年
柳田泉訳『三人の仲間』春秋社、1937年
1938年にフランク・ボーゼイギ監督で映画化（『三人の仲間』）
- 『汝の隣人を愛せ』Liebe Deinen Nächsten 1941年
山西英一訳 新潮文庫、1959年
- 『凱旋門』Arc de Triomphe 1946年
山西英一訳 河出書房新社「世界文学全集 別巻7」1960年 のち新版
山西英一訳 『凱旋門』ブッキング 2007年
1948年ルイス・マイルストン監督によって映画化。宝塚歌劇団によって舞台化もされた。
1980年に、ダニエル・マン監督により再映像化。
1984年に、ワリス・フセイン監督により再映像化（テレビ映画）
- 『生命の火花』Der Funke Leben 1952年
山西英一訳 潮書房 1953年
小倉正宏訳『ドイツ強制収容所での勇者たちの群像』日本図書刊行会 1994年
小倉正宏訳『生命の火花 ドイツ強制収容所の勇者たち』彩流社　2012年　※上記の改訂版
- 『愛する時と死する時』Zeit zu leben und Zeit zu sterben 1954年
山西英一訳 新潮社「現代世界文学全集」1955年、新潮文庫（上下）、1958年
1958年ダグラス・サーク監督によって映画化（『愛する時と死する時』参照）。
- 『黒いオベリスク』Der schwarze Obelisk 1956年
山西英一訳 河出書房新社 1958年
- Der Himmel kennt keine Günstlinge1961年
- 『リスボンの夜』Die Nacht von Lissabon 1963年
松谷健二訳 早川書房 ハヤカワ・ノヴェルズ 1972年 のち文庫
1971年に、ズビネック・ブリニッフ監督により映像化（テレビ映画）
2021年10月再映像化作品封切り予定。
- 『モンテカルロに死す』
古沢安二郎訳 読売新聞社 1968年

没後刊行
- 『楽園のかげり』Schatten im Paradies  1971年（遺作『約束の地』収録）
松谷健二訳 早川書房 ハヤカワ・ノヴェルズ 1975年
- Der Feind. 1993年（作品集。1930年代にアメリカの雑誌『Collier’s』掲載作品の英語からの独訳を含む）
- Das unbekannte Werk. Frühe Prosa, Werke aus dem Nachlass, Briefe und Tagebücher. 1998年（初期作品、手紙、日記など）
- Station am Horizont.1998年（『Sport im Bild』誌に1927-28年に連載）
- Das gelobte Land. 1998年（初期作品、手紙、日記など）

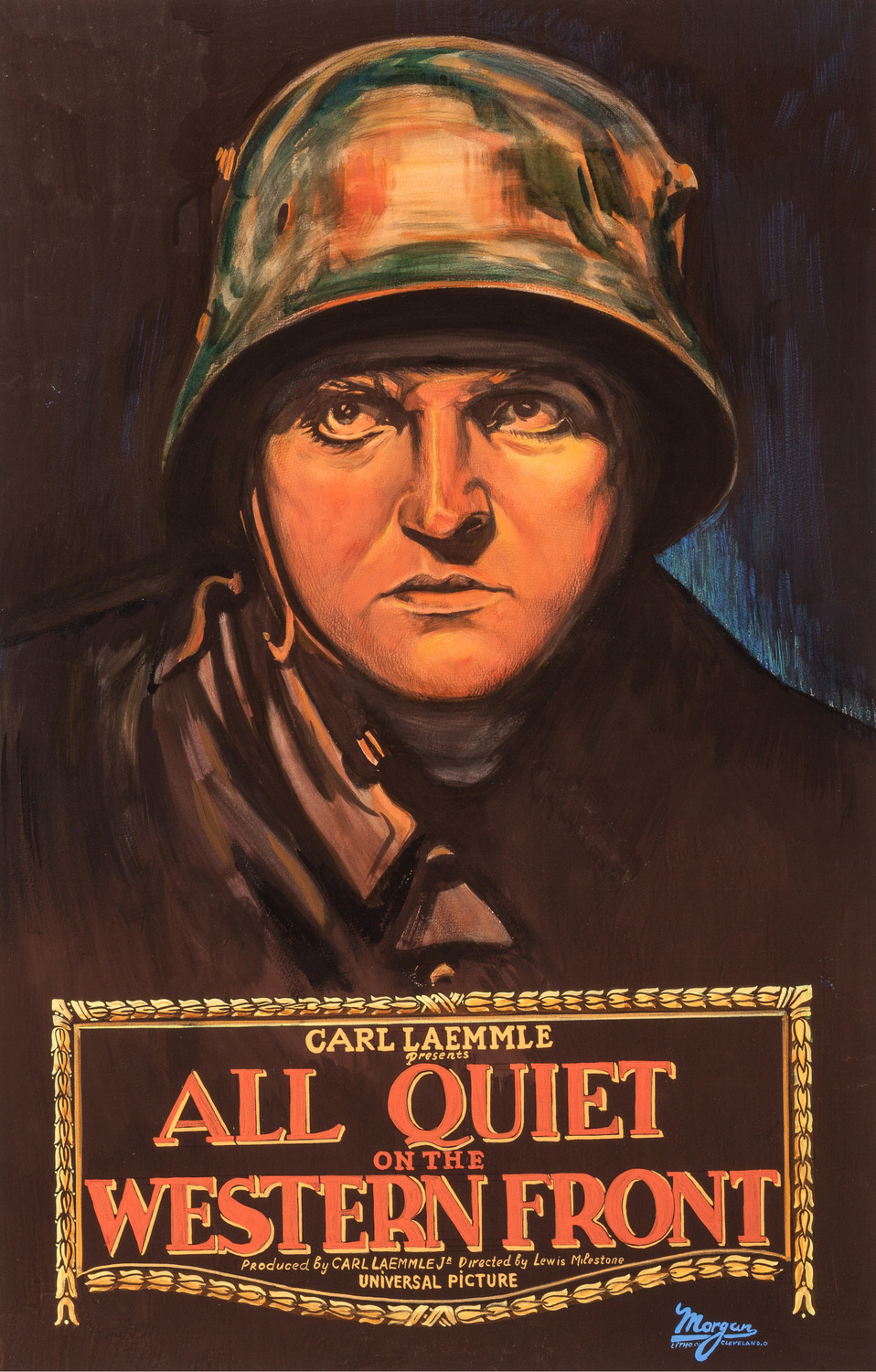
映画『西部戦線異状なし』(1930年)ポスター

## 映画・映像化作品
- 『西部戦線異状なし』1930年、アメリカ、ルイス・マイルストン監督、リュー・エアーズ、ルイス・ウォルハイム
- 『The Road Back』1937年、アメリカ（原作『還り行く道』）
- 『Three Comrades』1938年、アメリカ、フランク・ボーゼイギ監督、ロバート・テイラー、マーガレット・サラヴァン（原作『3人の戦友』）
- 『So Ends Our Night』1941年、アメリカ、ジョン・クロムウェル監督、フレドリック・マーチ、マーガレット・サラヴァン（原作『汝の隣人を愛せ』）
- 『The Other Love』1947年、アメリカ、アンドレ・ド・トス監督、バーバラ・スタンウィック、デヴィッド・ニーヴン（ 原作Beyond/Eine brennende Liebe）
- 『凱旋門』1948年、アメリカ、ルイス・マイルストン監督、イングリッド・バーグマン、シャルル・ボワイエ
- 『Der letzte Akt』1955年、ドイツ・オーストリア、ゲオルク・ヴィルヘルム・パープスト監督、アルビン・スコーダ、オスカー・ウェルナー（脚本に参加）
- 『Die letzte Station』1957年、（テレビドラマ、原作Die letzte Station）
- 『愛する時と死する時』1958年、アメリカ、ダグラス・サーク監督、ジョン・ギャヴィン、リーゼロッテ・プルファー
- 『Aus der Asche』1958年、ソ連（原作Die letzte Station）
- 『Die letzte Station』1959年（テレビドラマ、原作Die letzte Station）
- 『リスボンの夜』1971年（テレビドラマ）
- 『Bobby Deerfield』1977年、アメリカ、シドニー・ポラック監督、アル・パチーノ、（原作Der Himmel kennt keine Günstlinge）
- 『西部戦線異状なし』1979年、アメリカ、デルバート・マン監督、リチャード・トーマス、アーネスト・ボーグナイン（テレビドラマ）
- 『Im Schatten des Triumphbogens』1984年、イギリス、ワリス・フセイン監督、アンソニー・ホプキンス、レスリー＝アン・ダウン（テレビドラマ、原作『凱旋門』
- 『黒いオベリスク』1988年（テレビドラマ）
- 『黒いオベリスク』2020年、ドイツ、Mark Brian Mathew監督（小説『黒いオベリスク』をめぐるドキュメンタリー映画）
- 『西部戦線異状なし』2022年、ドイツ、エドワード・ベルガー監督

## 伝記
- 足立邦夫『レマルク　最も読まれ、最も攻撃された作家』中央公論新社 2013年